# Geminal
In der Chemie spricht man von geminal (von lat. gemini „Zwillinge“), wenn zwei gleiche funktionelle Gruppen (z. B. Halogene wie Fluor, Chlor oder Brom) an dasselbe Kohlenstoff-Atom innerhalb einer Kette oder eines Ringsystems gebunden sind.
Abweichende Definitionen schließen unterschiedliche Substituenten nicht aus, weisen jedoch darauf hin, dass es sich üblicherweise um gleichartige Substituenten handelt.
|                                                            | Alkan | geminal | vicinal         | isoliert        |
| Methan                                                     |       |         | existiert nicht | existiert nicht |
| Ethan                                                      |       |         |                 | existiert nicht |
| Propan                                                     |       |         |                 |                 |
| Rot markierte Substituenten an ausgewählten Dibromalkanen. |       |         |                 |                 |

Weitere, die relative Anordnung zweier funktioneller Gruppen beschreibende Begriffe sind vicinal, isoliert sowie α- und β-ständig.

## 1H-NMR-Spektroskopie
In der 1H-NMR-Spektroskopie wird die Kopplung zweier Wasserstoffatome, die sich am selben Kohlenstoffatom befinden, als geminale Kopplung bezeichnet. Sie tritt nur auf, wenn sich zwei Wasserstoffatome an einer Methylengruppe stereochemisch voneinander unterscheiden. Die geminale Kopplungskonstante wird als 2J bezeichnet, da die Wasserstoffatome über zwei Bindungen hinweg miteinander koppeln. In Abhängigkeit von den anderen Substituenten nimmt die geminale Kopplungskonstante Werte zwischen −23 und +42 Hz ein.